# 아나스타시야 세바스토바
아나스타시야 세바스토바(라트비아어: Anastasija Sevastova, 1990년 4월 13일 ~ )는 라트비아의 프로 테니스 선수이다. 